# Ayuntamiento de Villanueva y Geltrú
El edificio del Ayuntamiento de Villanueva y Geltrú es un monumento del municipio de Villanueva y Geltrú (Garraf) protegido como bien cultural de interés local .
El edificio del Ayuntamiento forma parte, completamente integrada, de la plaza a la que da nombre. El conjunto de esta es similar al de otras plazas porticadas ochocentistas que se construyeron a partir de la desamortización, siguiendo el esquema de Josep Boixareu en los porches de Xifré de Barcelona, en los que se avanza el cuerpo central de otras edificaciones. Este cuerpo central es ocupado por la Casa de la Villa, en una posición destacada en la plaza, otorgándole relevancia respecto a las demás edificaciones de uso residencial de esta.
Los porches, con arco de herradura, la utilización de terracota y los detalles del lenguaje arquitectónico, identifican la Plaza y la Casa de la Villa como la construcción romántica de base neoclásica más representativa en la ciudad. 

## Descripción
Construcción entre medianeras, de planta rectangular y situada en medio de uno de los lados de la plaza porticada. Consta de planta baja, principal, entresuelo y dos pisos. Las dependencias interiores se distribuyen en torno a un patio de planta rectangular con arcuaciones de medio punto y cubierto por una claraboya. Se accede a los pisos por una escalera lateral. Tiene dos fachadas, la principal, que da a la plaza, y una posterior que da a la calle del Col·legí. La fachada principal es de composición simétrica y sobresale en relación con las demás edificaciones. El porche de la planta baja y principal está formado por pilastras y arcadas de medio punto. En el primer piso hay un balcón corrido con tres aberturas y un balcón a ambos lados, con aberturas coronadas por un pequeño frontón. En el segundo piso hay cuatro ventanas. El edificio se corona con cornisa y barandilla con frontón escalonado, donde están presentes tres escudos de piedra y un reloj central.  También cabe citar las farolas presentes en la fachada. 
En el interior, organizado alrededor del patio central, encontramos dependencias de notable valor, destacando del Salón de Sesiones que presenta arquería sobre columnas, pilastras en la pared sobre el zócalo, yeserías y un rosetón central. En las dependencias nobles de la primera planta están presentes trabajos de oficios notables, carpintería, estucados al fuego, yeserías, pintura, mobiliario, así como diferentes retratos de ilustres de Vilanova.

## Historia
En 1860, el ayuntamiento vio la necesidad de edificar una nueva casa consistorial, ya que la que existía había quedado pequeña. Dos años más tarde se aprobó el proyecto del nuevo edificio, cuyo autor fue el arquitecto Francisco De Paula del Villar y Lozano. Para la realización de las obras se hizo una subasta pública y, finalmente, fueron adjudicadas al contratista de obras Josep Fabrés i Fontanals. El nuevo ayuntamiento se terminó en 1867 y el 6 de marzo del mismo año se celebró la primera sesión municipal.
En 1912, el arquitecto municipal Bonaventura Pollés i Vivó realizó el proyecto de reforma del Salón de Actos y del Salón de Sesiones. Seis años más tarde, el Salón de Sesiones experimentó una reforma, según el proyecto del arquitecto municipal Josep M. Miró i Guibernau. En 1927 se realizó un proyecto de claraboya de patio central, realizado por el arquitecto Josep M. Jordan.